# Ángel Delgado
Ángel Luis Delgado Astacio (ur. 20 listopada 1994 w Santo Domingo) – dominikański koszykarz, występujący na pozycji środkowego, obecnie zawodnik Movistar Estudiantes Madryt.
W 2014 wziął udział w meczu wschodzących gwiazd – Jordan Classic Regional.
8 sierpnia 2019 dołączył do chińskiego Royal Fighters. 2 grudnia został zawodnikiem izraelskiego Hapoelu Holon.
17 lipca 2020 zawarł umowę z hiszpańskim Movistar Estudiantes Madryt.

## Osiągnięcia
Stan na 18 lipca 2020, na podstawie, o ile nie zaznaczono inaczej.
NCAA
- Uczestnik rozgrywek:
  - II rundy turnieju NCAA (2018)
  - turnieju NCAA (2016–2018)
- Mistrz turnieju konferencji Big East (2016)
- Laureat nagród:
  - Kareem Abdul-Jabbar Award (2018 dla najlepszego środkowego NCAA)[7]
  - Haggerty Award (2017 dla najlepszego zawodnika NCAA Division I z uczelni nowojorskich)[8]
- Debiutant roku konferencji Big East (2015)[9]
- Zaliczony do:
  - I składu:
    - Big East (2017)
    - turnieju Big East (2017)
    - najlepszych debiutantów Big East (2015)

  - II składu Big East (2018)
  - składu honorable mention:
    - All-American (2017, 2018 przez Associated Press)
    - All-Big East (2016)
- Lider NCAA w zbiórkach (2017)[10]
- Zawodnik tygodnia Big East (7.03.2017)

Indywidualne
- Debiutant roku G-League (2019)
- Zaliczony do I składu
  - G-League (2019)[11]
  - debiutantów G-League (2019)[11]

Reprezentacja
- Brązowy medalista Centrobasketu (2016)
- Uczestnik:
  - mistrzostw Ameryki (2017 – 7. miejsce)
  - igrzysk panamerykańskich (2015 – 4. miejsce)
  - amerykańskich kwalifikacji do mistrzostw świata (2017)